# 泣きたいなら
『泣きたいなら』（なきたいなら）は、島谷ひとみの27枚目のシングル。2008年3月19日発売。avex traxよりリリースされた。

## 解説
- 前作『深紅／愛の詩』から6か月でリリースされた。
- 「CD」と「CD＋DVD」の2形態での発売、ジャケットもそれぞれ異なる。
- 「泣きたいなら」はスターダスト☆レビューの根本要による書き下ろし楽曲。作詞は2枚目のシングル『解放区』以来となる松井五郎。同曲のレコーディングは、島谷にとって初めて1発テイクでOKとなった[1]。後にスターダスト☆レビューも同曲のセルフ・カヴァーを製作する事となり、シングル『うしみつジャンボリー』のカップリング曲として収録された。
- PVはドラマ仕立てになっており、DVDには15分ほどの「Full Drama version」が収録されている。ドラマには島谷本人は出演しておらず、声のみの出演になっている。
- 初のノンタイアップ作品[2]。

## 収録曲

### CD
1. 泣きたいなら
  - 作詞：松井五郎／作曲：根本要／編曲：中野雄太
2. 口づけしよう
  - 作詞・作曲：葛谷葉子／編曲：阿部尚徳
3. 泣きたいなら（Instrumental）
4. 口づけしよう（Instrumental）

### DVD
1. 泣きたいなら（Full Drama version）
2. 島谷ひとみ Interview映像